# コムシティ
コムシティ（COM CITY）は、福岡県北九州市八幡西区黒崎にある、公共施設と商業施設が入居する官民複合施設。「北九州ルネッサンス構想」に基づく黒崎副都心計画により、黒崎駅西地区市街地再開発事業として施工され、2001年（平成13年）9月に竣工、11月に全面開業した。

## 概要
西鉄黒崎バスセンターは2001年（平成13年）3月に供用開始、西鉄イン黒崎は同年11月に開業した。
建物は、高層棟・低層棟・駐車場の3棟からなる。
高層棟1階に筑豊電鉄黒崎駅前駅と西鉄黒崎バスセンター、高層棟B1階 - 6階に八幡西区役所などの行政施設・公共施設、高層棟1階 - 13階の一部と低層棟に生活利便施設（商業施設）、高層棟7階に北九州市立子どもの館、高層棟9階 - 12階に西鉄イン黒崎が入居する。

## 歴史

### 開業当初（2001年 - 2007年）
| 2007年当時のコムシティ |  | 2007年当時のコムシティ |
| 2007年当時のコムシティ |  |                        |

商業施設部分は、開業当初は第三セクターの黒崎ターミナルビル株式会社が運営していた。しかし、コムシティは同時期に黒崎そごう跡地へ移転開業した黒崎井筒屋と近接していたこともあり当初からテナントが集まらず、黒崎ターミナルビルは利益に連動した家賃制度「変動家賃制」を導入した。この制度では利益がない場合は家賃を支払う必要がないため、地元商店など低収益店舗の入居を促したが、結果的にこれが収益を圧迫する要因となった。開業から1年半後の2003年（平成15年）5月16日、約130億円の負債を抱えた黒崎ターミナルビルは福岡地方裁判所小倉支部へ民事再生法の適用を申請した。
申請後は経営再建に向け、黒崎ターミナルビルと入居テナントとの間で共益費値上げ等の交渉が行われたものの、同年6月2日に交渉は決裂。同日、同社は民事再生法適用申請を取り下げ自己破産を申し立てた。施設閉鎖決定後は、営業継続を希望する約40のテナントが署名運動を行うなど一部で閉鎖に抵抗する動きが見られたものの、入居テナントは順次撤退していき、商業施設部分は当初の予定通り同年6月15日に閉鎖された。

### 商業施設閉鎖後（2007年 - 2011年）
商業施設部分はその後、2007年に沖縄県那覇市に本社を置く株式会社沖創建設に売却された。2009年1月に中核テナントとして富士通コミュニケーションサービスのコールセンター入居が内定し、2009年2月から改装工事開始、同年秋に商業施設として再開業する予定だったが、不況の影響で計画は白紙になった。コールセンターは6月開業予定だったが、商業施設のテナントが決まらず、9月の全館開業が不可能となり、一部開業では維持管理費など経費負担が大きいため、沖創建設はコールセンター開設に関する契約を解消した。コールセンターは代替として黒崎メイト内に開設された。
沖創建設は自力での商業フロア再生を断念し、2010年秋から所有するフロアの売却を模索したが、売却の目処が立たず経営の負担（固定資産税・維持費等で年間約3億円）になるとして、北九州市に対し買い取りを要請。2011年2月15日、北九州市は不動産評価額（約3億5000万円）を上限に沖創建設から買い取ると発表。同年4月19日に北九州市が3億円で購入する仮契約を結び、7月に正式に買い取った。

### 北九州市購入後（2011年 - 現在）
2011年8月31日、北九州市は3階から6階のフロアに、八幡西区役所、ハローワーク、西部障害者福祉会館、西部市税事務所、西部整備事務所の各行政機関を移転させる骨子案を発表した。
2012年6月5日、地上1階から4階の商業フロアの運営主体として西日本鉄道を選定したことを発表、同年6月18日には市議会建築消防委員会で、2013年3月末に改修工事を終えた上で、同年5月に4階から6階に八幡西区役所を移転させることを明らかにした。同年12月25日、九州国際大学が2階部分に「地域連携センター」を2013年4月より開設することを発表した。
2013年4月2日、八幡西生涯学習総合センター等の公共施設および生活利便施設がオープン。同年5月7日、八幡西区役所、西部市税事務所、保健所西部生活衛生課、第2夜間・休日急患センター、西部整備事務所が移転オープンした。
2014年4月1日、運転免許の更新施設「黒崎ゴールド免許センター」が開設された。

## 施設概要
- 所在地：北九州市八幡西区黒崎3-15-3
- 着工：1998年12月
- 竣工：2001年9月
- 規模：地上12階・地下2階
  - 敷地面積：約13,310m2
  - 建築面積：約10,600m2
  - 延床面積：約92,310m2
- 事業費：約309億円
- 駐車場：約800台

## 主要施設・テナント
入居中の主な施設・テナント
- 第2夜間・休日急患センター（地下2階）
- 西鉄黒崎バスセンター（地下1階）
- 筑豊電鉄黒崎駅前駅（1階）
- セブンイレブン（1階）
- 北九州市立子どもの館（6階）
- 西鉄イン黒崎（9階 - 14階）
- 黒崎ゴールド免許センター（8階）
- ハローワーク八幡（閉鎖）

商業施設閉鎖前に入居していた主なテナント
- マクドナルド
- J-フォンショップ
- スターバックスコーヒー
- 55ステーション
- ベスト電器
- くまざわ書店
- 黒崎市場（スーパーマーケット）